# ساتوشی کیکوچی
ساتوشی کیکوچی (انگلیسی: Satoshi Kikuchi؛ زادهٔ ۲۷ آوریل ۱۹۵۲) بازیکن هندبال اهل ژاپن بود.